# Fëdar Lapavuchaŭ
Fëdar Jur"evič Lapavuchaŭ, traslitterato anche come Fyodor Lapoukhov (in bielorusso Фёдар Юр'евіч Лапавухаў?; Minsk, 20 giugno 2003), è un calciatore bielorusso, portiere del CSKA Sofia e della nazionale bielorussa.

## Carriera

### Club
È cresciuto nel settore giovanile della Dinamo Minsk. Nel 2021 è passato in prestito al Lida dove ha disputato 10 incontri in seconda divisione. Rientrato a Minsk, dopo una stagione da riserva nel 2023 è stato promosso a portiere titolare, debuttando in prima squadra il 2 aprile nell'incontro di Vyšėjšaja Liha vinto 2-0 contro lo Slavija-Mazyr. Nel 2024, dopo aver bissato la vittoria del campionato nazionale, è stato nominato miglior calciatore della stagione, con sole 11 reti subite in 28 partite.
Il 23 gennaio 2025 è stato acquistato a titolo definitivo dal CSKA Sofia.

### Nazionale
Ha giocato con la nazionale giovanile bielorussa Under-21.
L'11 giugno 2024 ha esordito con la nazionale maggiore giocando gli ultimi dieci minuti dell'amichevole persa 4-0 contro Israele.

## Statistiche

### Presenze e reti nei club
Statistiche aggiornate all'8 febbraio 2025.
| Stagione            | Squadra             | Campionato          | Campionato | Campionato | Coppe nazionali | Coppe nazionali | Coppe nazionali | Coppe continentali | Coppe continentali | Coppe continentali | Altre coppe | Altre coppe | Altre coppe | Totale | Totale | Totale |
| Stagione            | Squadra             | Comp                | Pres       | Reti       | Comp            | Pres            | Reti            | Comp               | Pres               | Reti               | Comp        | Pres        | Reti        | Pres   | Reti   |        |
| ------------------- | ------------------- | ------------------- | ---------- | ---------- | --------------- | --------------- | --------------- | ------------------ | ------------------ | ------------------ | ----------- | ----------- | ----------- | ------ | ------ | ------ |
| 2021                | Lida                | 1L                  | 10         | -20        | CB              | 0               | 0               | -                  | -                  | -                  | -           | -           | -           | 10     | -20    |        |
| 2022                | Dinamo Minsk        | VL                  | 0          | 0          | CB              | 0               | 0               | UECL               | 0                  | 0                  | -           | -           | -           | 0      | 0      |        |
| 2023                | Dinamo Minsk        | VL                  | 20         | -14        | CB              | 5               | -5              | UECL               | 2                  | -4                 | -           | -           | -           | 27     | -23    |        |
| 2024                | Dinamo Minsk        | VL                  | 28         | -11        | CB              | 0               | 0               | UCL+UEL+UECL       | 4+4+6              | -2 + -4 + -13      | SB          | 1           | 0           | 43     | -30    |        |
| Totale Dinamo Minsk | Totale Dinamo Minsk | Totale Dinamo Minsk | 48         | -25        |                 | 5               | -5              |                    | 16                 | -23                |             | 1           | 0           | 70     | -53    |        |
| gen.-giu. 2025      | CSKA Sofia          | 1L                  | 1          | -1         | CB              | 0               | 0               | -                  | -                  | -                  | -           | -           | -           | 1      | -1     |        |
| Totale carriera     | Totale carriera     | Totale carriera     | 59         | -46        |                 | 5               | -5              |                    | 16                 | -23                |             | 1           | 0           | 81     | -74    |        |

### Cronologia presenze e reti in nazionale
| Cronologia completa delle presenze e delle reti in nazionale ― Bielorussia | Cronologia completa delle presenze e delle reti in nazionale ― Bielorussia | Cronologia completa delle presenze e delle reti in nazionale ― Bielorussia | Cronologia completa delle presenze e delle reti in nazionale ― Bielorussia | Cronologia completa delle presenze e delle reti in nazionale ― Bielorussia | Cronologia completa delle presenze e delle reti in nazionale ― Bielorussia | Cronologia completa delle presenze e delle reti in nazionale ― Bielorussia | Cronologia completa delle presenze e delle reti in nazionale ― Bielorussia |
| Data                                                                       | Città                                                                      | In casa                                                                    | Risultato                                                                  | Ospiti                                                                     | Competizione                                                               | Reti                                                                       | Note                                                                       |
| -------------------------------------------------------------------------- | -------------------------------------------------------------------------- | -------------------------------------------------------------------------- | -------------------------------------------------------------------------- | -------------------------------------------------------------------------- | -------------------------------------------------------------------------- | -------------------------------------------------------------------------- | -------------------------------------------------------------------------- |
| 11-6-2024                                                                  | Budapest                                                                   | Bielorussia                                                                | 0 – 4                                                                      | Israele                                                                    | Amichevole                                                                 | -1                                                                         | 80’                                                                        |
| 5-9-2024                                                                   | Zalaegerszeg                                                               | Bielorussia                                                                | 0 – 0                                                                      | Bulgaria                                                                   | UEFA Nations League 2024-2025 - 1º turno                                   | -                                                                          |                                                                            |
| 8-9-2024                                                                   | Lussemburgo                                                                | Lussemburgo                                                                | 0 – 1                                                                      | Bielorussia                                                                | UEFA Nations League 2024-2025 - 1º turno                                   | -                                                                          |                                                                            |
| 12-10-2024                                                                 | Zalaegerszeg                                                               | Bielorussia                                                                | 0 – 0                                                                      | Irlanda del Nord                                                           | UEFA Nations League 2024-2025 - 1º turno                                   | -                                                                          |                                                                            |
| 15-10-2024                                                                 | Zalaegerszeg                                                               | Bielorussia                                                                | 1 – 1                                                                      | Lussemburgo                                                                | UEFA Nations League 2024-2025 - 1º turno                                   | -1                                                                         |                                                                            |
| 15-11-2024                                                                 | Belfast                                                                    | Irlanda del Nord                                                           | 2 – 0                                                                      | Bielorussia                                                                | UEFA Nations League 2024-2025 - 1º turno                                   | -2                                                                         |                                                                            |
| 18-11-2024                                                                 | Sofia                                                                      | Bulgaria                                                                   | 1 – 1                                                                      | Bielorussia                                                                | UEFA Nations League 2024-2025 - 1º turno                                   | -1                                                                         |                                                                            |
| 25-3-2025                                                                  | Masazır                                                                    | Azerbaigian                                                                | 0 – 2                                                                      | Bielorussia                                                                | Amichevole                                                                 | -                                                                          |                                                                            |
| 10-6-2025                                                                  | Minsk                                                                      | Bielorussia                                                                | 1 – 4                                                                      | Russia                                                                     | Amichevole                                                                 | -4                                                                         |                                                                            |
| Totale                                                                     |                                                                            | Presenze                                                                   | 9                                                                          |                                                                            | Reti                                                                       | -9                                                                         |                                                                            |

## Palmarès

### Club

#### Competizioni nazionali
- Campionato bielorusso: 2

Dinamo Minsk: 2023, 2024

### Individuale
- Miglior calciatore della Vyšėjšaja Liha: 1

2024